# الشركة السعودية للطباعة والتغليف
الشركة السعودية للطباعة والتغليف هي شركة مساهمة سعودية، تأسست في العاشر من ديسمبر عام 1963، باسم شركة المدينة للطباعة والنشر ومن ثم أعيد تسميتها باسم الشركة السعودية للطباعة والتغليف في منتصف عام 2006م، حيث تمتلك الشركة عدة شركات تابعة تعمل في قطاعين رئيسيين هما قطاع الطباعة وقطاع التغليف، برأس مال يبلغ ستمائة الف ريال سعودي، يتمثل نشاط الشركة السعودية للطباعة والتغليف في إنتاج مطبوعات الأخبار اليومية ومنشورات الورق المتعدد الاستعمال، والمجلات التي تستهدف قطاعات مختلفة من العالم العربي، بالإضافة إلى الكتب المجلدة والصحف، والطباعة التجارية والتغليف بلغات وأساليب مختلفة.
شركات تابعة لشركة السعودية للطباعة والتغليف:
- شركة طيبة للطباعة والنشر:

تأسست شركة طيبة للطباعة والنشر في 15 نوفمبر 2006 في المدينة المنورة، وتعمل الشركة في تلبية احتياجات منطقة المدينة المنورة وما جاورها لتكون من ضمن مراكز الطباعة المتزامنة على مستوى المملكة أسوة بالمناطق الرئيسية، وتقدم الشركة خدماتها الطباعية لمطبوعات الشركة السعودية للأبحاث والنشر وغيرها من الصحف السعودية التي تطبع لدى الشركة، كما توفر خدمات طباعية تجارية متطورة للشركات والمؤسسات والأفراد والقطاع الحكومي في منطقة المدينة المنورة.
- شركة مصنع الإمارات الوطنية للمنتجات البلاستيكية:

أنشئ مصنع الإمارات الوطني للصناعات البلاستيكية في عام 1995 كشركة مصنعة وطابعة للمواد البلاستيكية. وفي خلال الخمسة عشر عاما الماضية مرت الشركة بإستراتيجية التنويع جعلتها تصبح مجموعة شركات يبلغ عددها إحدى عشرة شركة من أشهر الشركات في هذا المجال. وفي العام 2012 استحوذت الشركة السعودية للطباعة والتغليف عليها، لتصبح واحدة من أهم الشركات التابعة لها.
- شركة مطابع ھلا :

بدایة الانطلاق لشركة مطابع ھلا في الیوم الأول من شھر مایو من العام 1984م . كما قامت بافتتاح مصنع ھلا للتغلیف بالمنطقة الصناعیة الثالثة بالریاض، وذلك في أكتوبر من العام 1998م، حیث جّھز بأحدث آلات الطباعة وطوي العلب وتصنیع الكرتون، وفي ینایر من العام 2006م أصبحت مطابع ھلا جزءاً من الشركة السعودیة للطباعة والتغلیف .
- شركة التغليف المرن:

انضمت شركة التغليف المرن إلى الشركة السعودية للطباعة والتغليف في عام 2008 م، حيث تعمل في مواد التعبئة والتغليف للصناعات الغذائية وغير الغذائية، وتوفر منتجات متميزة تتوافق مع متطلبات عملائها وفق أعلى درجات التنفيذ الفعال لنظام ادرة السلامة الغذائية الدولية واتباع الممارسات الصحية الجيدة بدءا ً من اختيار وشراء المواد الخام مروراً بمرحلة الإنتاج والتعبئة إلى نقطة الإرسال والتسليم للمستخدمين النهائيين.
- شركة المدينة المنورة للطباعة والنشر.